# Pseudallata laticostalis
Pseudallata laticostalis är en fjärilsart som beskrevs av George Francis Hampson 1900. Pseudallata laticostalis ingår i släktet Pseudallata och familjen tandspinnare. Inga underarter finns listade i Catalogue of Life.